# Mathias Pereira Lage
Mathias Pereira Lage (Clermont-Ferrand, 30 novembre 1996) è un calciatore francese naturalizzato portoghese, centrocampista del St. Pauli.

## Caratteristiche tecniche
È un esterno sinistro.

## Carriera

### Club
Cresciuto nelle giovanili del Clermont Foot, ha esordito in prima squadra il 12 febbraio 2016 in occasione del match di Ligue 2 perso 3-1 contro l'Ajaccio.

### Nazionale
Tra il 2018 ed il 2019 ha giocato complessivamente 3 partite con la maglia della nazionale portoghese Under-21.

## Statistiche
Statistiche aggiornate al 9 aprile 2023.
| Stagione        | Squadra         | Campionato      | Campionato | Campionato | Coppe nazionali | Coppe nazionali | Coppe nazionali | Coppe continentali | Coppe continentali | Coppe continentali | Altre coppe | Altre coppe | Altre coppe | Totale | Totale |
| Stagione        | Squadra         | Comp            | Pres       | Reti       | Comp            | Pres            | Reti            | Comp               | Pres               | Reti               | Comp        | Pres        | Reti        | Pres   | Reti   |
| --------------- | --------------- | --------------- | ---------- | ---------- | --------------- | --------------- | --------------- | ------------------ | ------------------ | ------------------ | ----------- | ----------- | ----------- | ------ | ------ |
| 2015-2016       | Clermont Foot   | L2              | 6          | 1          |                 | -               | -               |                    | -                  | -                  |             | -           | -           | 6      | 1      |
| 2016-2017       | Clermont Foot   | L2              | 27         | 2          | CF+CLF          | 1+3             | 0+0             | -                  | -                  | -                  | -           | -           | -           | 31     | 2      |
| 2017-2018       | Clermont Foot   | L2              | 38         | 10         | CF+CLF          | 1+2             | 0+0             | -                  | -                  | -                  | -           | -           | -           | 41     | 10     |
| 2018-2019       | Clermont Foot   | L2              | 38         | 7          | CF+CLF          | 2+2             | 0+2             | -                  | -                  | -                  | -           | -           | -           | 42     | 9      |
| Totale Clermont | Totale Clermont | Totale Clermont | 109        | 20         |                 | 11              | 2               |                    | -                  | -                  |             | -           | -           | 120    | 22     |
| 2019-2020       | Angers          | L1              | 25         | 1          | CF+CLF          | 1+1             | 1+0             |                    | -                  | -                  |             | -           | -           | 27     | 2      |
| 2020-2021       | Angers          | L1              | 28         | 4          | CF              | 2               | 0               |                    | -                  | -                  | -           | -           | -           | 30     | 4      |
| 2021-2022       | Angers          | L1              | 24         | 4          | CF              | 1               | 0               |                    | -                  | -                  |             | -           | -           | 25     | 4      |
| Totale Angers   | Totale Angers   | Totale Angers   | 77         | 9          |                 | 5               | 1               |                    |                    |                    |             |             |             | 82     | 10     |
| 2022-2023       | Brest           | L1              | 24         | 2          | CF              | 0               | 0               |                    | -                  | -                  |             | -           | -           | 24     | 2      |
| 2023-2024       | Brest           | L1              | 30         | 3          | CF              | 3               | 0               |                    | -                  | -                  |             | -           | -           | 33     | 3      |
| 2024-2025       | Brest           | L1              | 15         | 1          | CF              | 2               | 0               | UCL                | 6                  | 1                  |             | -           | -           | 23     | 2      |
| Totale Brest    | Totale Brest    | Totale Brest    | 69         | 6          |                 | 5               | 0               |                    | 6                  | 1                  |             | -           | -           | 80     | 7      |
| Totale carriera | Totale carriera | Totale carriera | 255        | 35         |                 | 21              | 3               |                    | 6                  | 1                  |             |             |             | 282    | 39     |

## Palmarès

### Individuale
- Capocannoniere della Coupe de la Ligue: 1

2018-2019 (2 reti, alla pari con altri 15 giocatori)